# 채안석
채안석(1985년 3월 16일 ~ )은 대한민국의 성우로, 2012년 한국방송 성우극회 공채 37기로 입사했다.

## 출연작품

### 애니메이션
- 원피스 23기(애니원TV) - 텐구야마 히테츠
- 일하는 세포(애니맥스) - 기억 세포
- 세인고교 남자 배구부 - 요시노 소타
- 고스트 헌터: 얼음 몬스터의 부활 - 휴고
- 명탐정 코난 - 지항수(18기 13~14화)
- 명탐정 코난 극장판 26기: 흑철의 어영 - 마키노 요스케
- 응까 소나타 2(MBC)
- 쿨리파리: 개구리 군대(넷플릭스) - 지 / 술장사
- 호비와 쿠우의 어드벤처 - 도깨비 게
- 헬로 카봇(KBS) - 듀크

### 외화
- 리썰 웨폰(KBS) - 줄리안(탠크 세이드)
- 서바이버스 (서울신문 STV)
- 1984(CNTV) - 독일 황태자 외 다수
- 제1차 세계대전 - 어느 병사들의 이야기(KBS) - 톰(바비 스코필드)
- 파워레인저 붐붐포스(대원방송) - 석이든(붐 바이올렛)

### 다큐 및 교양
- 세계는 지금 (KBS)
- 2016.09.10 KBS 글로벌 다큐멘터리 (KBS) <자연의 힘> 1부 형태
- 2016.09.17 KBS 글로벌 다큐멘터리 (KBS) <자연의 힘> 2부 지구의 움직임
- 2016.09.24 KBS 글로벌 다큐멘터리 (KBS) <자연의 힘> 3부 원소
- 2016.10.01 KBS 글로벌 다큐멘터리 (KBS) <자연의 힘> 4부 색
- 2018.04.22 KBS 글로벌 다큐멘터리 (KBS) <경이로운 자연, 그리고 인간 2> 1부 극한 땅의 생존자들
- KBS 동물의 왕국 와일드 알레스카(Wild Alaska) 여름
- KBS 동물의 왕국 과연 동물들도 사랑할 수 있을까?(Animals And Love)

### 라디오 드라마
라디오 여행기 (KBS 3라디오)
- 2015.01.27 ~ 2015.02.17 곽재구 <곽재구의 포구기행> (낭독)
- 2018.01.14 ~ 2018.02.07 태원준 <엄마, 일단 가고 봅시다!> (낭독)
- 2018.07.31 ~ 2018.09.29 김동하 <더는 걸어갈 땅이 없었다) (낭독)

소설극장 (KBS 3라디오)
- 2012.03.02 ~ 2012.04.08 최문희 <난설헌> (조문객)
- 2012.04.09 ~ 2012.07.06 천명관 <나의 삼촌, 브루스 리> (조감독 / 종업원 / 선배 / 취사병 / 사내 / 장관장 / 영수)
- 2012.07.07 ~ 2012.08.03 김주영 <잘가요 엄마> (남자)
- 2012.08.04 ~ 2012.10.05 이정명 <별을 스치는 바람> (이만오 / '말테의 수기' 낭독 / 남자)
- 2012.10.06 ~ 2012.11.09 백영옥 <실연당한 사람들을 위한 일곱시 조찬 모임> (지훈)
- 2012.12.20 ~ 2013.01.24 조세희 <난장이가 쏘아 올린 작은 공> (경훈의 사촌 형)
- 2013.01.25 ~ 2013.03.07 심윤경 <사랑이 달리다> (정욱연)
- 2013.03.08 ~ 2013.04.06 백가흠 <나프탈렌> (최영래)
- 2013.04.07 ~ 2013.05.03 이주호, 황조윤 <광해, 왕이 된 남자> (공조판서)
- 2013.05.04 ~ 2013.07.07 김진명 <몽유도원> (이주성)
- 2013.07.08 ~ 2013.08.02 F. 스콧 피츠제럴드 <위대한 개츠비> (개츠비)
- 2013.08.03 ~ 2013.10.02 이정명 <천국의 소년> (황회계사)
- 2013.10.03 ~ 2014.01.20 조정래 <정글만리> (앤디 박)

라디오 극장 (KBS 한민족 방송)
- 2012.01.01 ~ 2012.01.31 한수영 <플루토의 지붕> (인부)
- 2012.03.01 ~ 2013.03.31 조정래 <황토> (마을 사람1 / 친구2 / 사내2)
- 2012.04.01 ~ 2012.04.30 김탁환 <열녀문의 비밀> (민승구 / 최벽문 / 임거용 / 조욱병 / 장정1)
- 2012.06.01 ~ 2012.06.30 성석제 <도망자 이치도> (의사 / 이웃3 / 건달 / 검표원 / 전파상 / 친구 / 창고 / 기사)
- 2012.07.01 ~ 2012.07.31 김별아 <논개> (집사 / 소리1 / 남자2 / 최홍재 / 권극평 / 이종인 / 장수1)
- 2012.11.01 ~ 2012.11.30 김별아 <채홍> (색장 / 혜령군)
- 2012.12.01 ~ 2012.12.31 명지현 <교군의 맛> (운전수 / 직원1 / 버스기사 / 직원2)
- 2013.01.01 ~ 2013.01.31 김탁환 <허균, 최후의 19일> (사간원 / 동인남 / 현응민 / 기준격 / 우치적 / 남보덕 외)
- 2013.02.01 ~ 2013.02.28 이명랑 <천사의 세레나데> (최씨)
- 2013.03.01 ~ 2013.03.31 최일남 <그리고 흔들리는 배> (의사)
- 2013.04.01 ~ 2013.04.30 양귀자 <모순> (외할아버지 / 형사1 / 동료2 / 의사)
- 2013.05.01 ~ 2013.05.31 성석제 <위풍당당> (정묵)
- 2013.06.01 ~ 2013.06.30 이도우 <사서함 110호의 우편물> (수영 코치 / 박피디 / 선우 작은 아버지)
- 2013.07.01 ~ 2013.07.31 박선희 <도미노 구라파식 이층집> (남학생2 / 의사 / 도현 부 / 메피스토)
- 2013.08.01 ~ 2013.08.31 주호민 <신과 함께 - 저승편> (해원맥 / 남학생 / 태산대왕)
- 2013.09.01 ~ 2013.09.30 윤천수 <마지막 콜사인> (가네야마 이치로 / 아나운서2 / 동료2 / 형사1 / 연사 외)
- 2019.11.01 ~ 2019.11.29 황세연 <내가 죽인 남자가 돌아왔다> (우태우)
- 2023.02.01 ~ 2023.02.28 이재찬 <영양만두를 먹는 가족> (신인학)
- 2023.09.01 ~ 2023.09.29 이현세 <공포의 외인구단> (마동탁)

라디오 독서실 (KBS 2라디오)
- 2012.03.25 전석순 <악수> (강시)
- 2012.04.08 박완서 <겨울 나들이> (아낙남편)
- 2012.04.15 윤흥길 <종탑 아래에서> (이진원)
- 2012.04.29 은희경 <빈처> (민석)
- 2012.05.13 윤후명 <모든 별들은 음악소리를 낸다> (직원)
- 2012.05.27 김소진 <눈사람 속의 검은 항아리> (아버지)
- 2012.07.08 강병융 <낙찰> (남자 리포터)
- 2012.07.22 김재성 <노끈> (장대호)
- 2012.08.12 최영진 <기면증> (지훈)
- 2012.08.19 채만식 <레디메이드 인생> (고향 사람)
- 2012.09.02 김성중 <국경시장> (가면상인)
- 2012.09.23 윤고은 <4분의 1> (사진사)
- 2012.10.14 김수정 <삵> (단속반2)
- 2012.10.28 김인숙 <빈 집> (아들)
- 2012.11.11 서유미 <당분간 인간> (남성)
- 2012.12.02 염승숙 <레인스틱> (정태)
- 2012.12.16 백가흠 <더 송 The song> (후배)
- 2013.01.06 작자미상 <장끼전> (오리)
- 2013.01.20 고송석 <이교도> (대학생)
- 2013.02.17 김애란 <침묵의 미래> (아빠)
- 2013.03.03 윤성희 <못생겼다고 말해줘> (팀장)
- 2013.03.17 최진영 <어디쯤> (남직원)
- 2013.03.24 정세랑 <옥상에서 만나요> (신도시 아이1)
- 2013.03.31 최민우 <반ː> (오반장)
- 2013.04.07 김엄지 <영철이> (영철)
- 2013.05.05 김종옥 <거리의 마술사> (태영)
- 2013.05.19 김경욱 <인생은 아름다워> (감독관)
- 2013.05.26 조해진 <홍의 부고> (앵커)
- 2013.06.02 손보미 <대관람차> (영화감독 / 동료)
- 2013.06.09 손창섭 <잉여인간> (천봉우)
- 2013.07.07 김희선 <이제는 우리가 헤어져야 할 시간> (헨리)
- 2013.07.28 황태환 <옥상으로 가는 길> (조문봉)
- 2013.08.25 곽재동 <안락사> (아들)
- 2013.09.01 김동인 <붉은 산>, <무지개 소년> (소년2)
- 2013.09.15 작자미상 <바리데기> (중년)
- 2013.09.29 나도향 <물레방아> (순검)
- 2013.10.20 윤후명 <알함브라 궁전의 추억> (학자)
- 2013.11.10 하성란 <카레 온 더 보더> (젊은 남)
- 2013.12.01 이승우 <나는 아주 오래 살 것이다> (해설)
- 2013.12.15 이미경 <택배 왔어요> (직원)
- 2013.12.22 허진원 <미사여구 없이> (직원)
- 2014.12.21 은희경 <금성녀> (해설)
- 2015.05.31 윤고은 <불타는 작품> (나)

KBS 무대 (KBS 한민족 방송)
- 2012.04.07 외로움도 힘이 된다 (서진남)
- 2012.04.21 세상에서 가장 아름다운 만남 (서현 부)
- 2012.06.09 내 남편은 마초 (이웃남)
- 2012.06.30 쉿 나방이야 (선생님)
- 2012.07.28 기다림을 파는 가게 (기자)
- 2012.08.04 타나토스의 이중생활 (아나운서)
- 2012.09.29 다듬이 소리 (국군요원)
- 2012.10.06 황혼의 블루스 (동수)
- 2012.10.13 연산의 꿈 (남자2)
- 2012.10.27 천년송 (임제 / 하인배)
- 2012.11.24 무진으로 가는 길 (담임)
- 2012.12.08 울엄마 봉순씨 (직원3)
- 2012.12.22 가지 않은 길 (한강 기동대)
- 2012.12.29 아버지의 바다 (앵커)
- 2013.01.12 십년만의 가족식사 (사회자)
- 2013.03.02 그들의 수천가지 물음표 중 하나 (선임)
- 2013.03.23 눈물꽃 (박태욱)
- 2013.04.06 오만과 편견 (맞선남)
- 2013.04.13 날아라 버스야 (만철 아들)
- 2013.05.04 홍제원 여인 (검시관)
- 2013.05.18 가장 멀리 있는 나 (앵커)
- 2013.05.25 신의 유혹 (친구1)
- 2013.06.22 노을 (최태석)
- 2013.07.27 고해 (동네 어르신)
- 2013.09.07 웬수들의 합창 (의사)
- 2013.10.12 청담동 개츠비 (친구3)
- 2013.11.09 오래된 인연 (장경수)
- 2013.12.28 7층 집 슬리퍼 (기자)
- 2014.02.15 별이 뜨면 언제나 (지훈)
- 2014.04.26 아버지의 땅  (김승우)
- 2016.04.23 삼 개월 (이정인)
- 2018.11.03 가짜 친구들 (사회자)
- 2021.02.27 마법사를 찾아서 (최과장)
- 2021.06.12 어쩌다 엄마 (황태훈)
- 2023.01.28 오! 즐거운 인생 (강석훈)

대한민국 경제실록 (KBS 1라디오)
- 2012.01.02 ~ 2012.03.02 제11화 제5공화국 경제수석실 (과장)
- 2012.03.05 ~ 2012.05.01 제12화 산업인력 해외진출사 (조종사 외)
- 2012.05.02 ~ 2012.07.13 제13화 5공화국 사채파동 (변호사 외)
- 2012.07.16 ~ 2012.09.21 제14화 5공화국, 부실기업 정리의 명과암 (기자 외)
- 2012.09.24 ~ 2012.12.07 제15화 한국 경제의 여명기 (윤석오 외)
- 2012.12.10 ~ 2013.02.22 제16화 재벌의 맹아기 (박병교 외)
- 2013.02.26 ~ 2013.05.23 제17화 강남의 역사 (비서관 외)
- 2013.05.24 ~ 2013.07.22 제18화 3저호황과 한국경제 (기자 외)
- 2013.07.22 ~ 2013.09.13 제19화 국책사업, 그 빛과 그림자 (노건일)
- 2013.09.16 ~ 2013.10.25 제20화 유통 산업의 역사 (진부장 외)

책 읽는 밤 (KBS 1라디오)
- 2013.01.14 구승회 <건축학 개론 - 기억의 공간> (낭독)
- 2013.01.15 구승회 <건축학 개론 - 기억의 공간> (낭독)
- 2013.01.28 히가시노 게이고 <나미야 잡화점의 기적> (고헤이)
- 2013.01.29 히가시노 게이고 <나미야 잡화점의 기적> (고헤이)
- 2013.02.11 닉 혼비 <딱 90일만 더 살아볼까> (청년)
- 2013.02.12 닉 혼비 <딱 90일만 더 살아볼까> (청년)
- 2013.03.06 이문열 <우리들의 일그러진 영웅> (윤병조)
- 2013.03.07 이문열 <우리들의 일그러진 영웅> (윤병조)
- 2013.04.12 기 드 모파상 <삐에르와 장> (공증인 / 약사)
- 2013.04.16 로제 마르탱 뒤 가르 <회색노트> (자크)
- 2013.04.18 매튜 퀵 <실버라이닝 플레이북> (팻)
- 2013.04.26 기욤 뮈소 <구해줘> (중년 남자 / 노인)
- 2013.05.15 조지 오웰 <1984> (낭독)
- 2013.05.23 벤저민 미 <동물원을 샀어요> (낭독)
- 2013.06.04 스콧 피츠제럴드 <위대한 게츠비> (닉)
- 2013.06.14 스탕달 <적과흑> (낭독)
- 2013.07.25 스티그 라르손 <여자를 증오한 남자들> (미카엘)
- 2013.08.01 샬롯 브론테 <제인 에어> (로체스터)
- 2013.08.05 아가사 크리스티 <쥐덪> (호그벤 총경 / 트로터 경사)
- 2013.08.22 다비드 포앙키노스 <시작은 키스> (마르퀴스)
- 2013.08.29 마이클 모퍼고 <워 호스> (조이)
- 2013.09.10 F. 스콧 피츠 제럴드 <벤자민 버튼의 시간은 거꾸로 간다> (낭독)
- 2013.10.01 프란츠 카프카 <변신> (낭독)
- 2013.10.24 기무라 유이치 <폭풍우 치는 밤에> (늑대)
- 2013.10.29 알베르토 망겔, 자니 과달루피 <인간이 상상한 거의 모든 곳에 관한 백과사전> (낭독)
- 2013.11.01 김호연 <망원동 브라더스> (낭독)
- 2013.11.13 톨스토이 <안나 카레리나> (남자)
- 2013.11.14 아이작 마리온 <웜 바디스> (R)
- 2013.11.20 김훈 <남한산성> (대신)
- 2013.11.21 스티브 맥비커 <아이 러브 유 필립 모리스>  (홀렌 헤드)
- 2013.11.25 이동환 <친절한 과학책> (낭독)
- 2013.11.29 에밀 아자르 <자기 앞의 생> (유세프 카디르)
- 2013.12.12 이와이 슌지 <러브 레터> (우체부)
- 2013.12.13 토마스 만 <행복에의 의지> (나)
- 2013.12.19 올슨 스콧 카드 <엔더의 게임>
- 2014.03.13 슈테판 츠바이크 <체스 이야기> (나 / 해설)

창사기념 특집 소리 동화 3부작 <역사 속의 장애 위인> (KBS 3라디오)
- 2012.03.02 제2부 한발 정승 윤지완 (어의)

특별기획 아주 특별한 기부 <내 인생의 책> (KBS 3라디오)
- 2012.07.29 김 구 <백범일지> (서당 선생님)
- 2012.08.26 간디 자서전 (선생님)
- 2012.09.30 세르반테스 <돈키호테> (주막집 주인)
- 2012.10.28 김승옥의 <무진기행> (시찰원1)
- 2012.11.25 생텍쥐페리 <어린왕자> (상인)
- 2012.12.23 빅터 프랭클 <죽음의 수용소에서> (수감자)
- 2013.03.24 헬렌켈러 자서전 (아버지)
- 2013.06.23 니코스 카잔차키스 <그리스인 조르바> (남자)
- 2013.12.29 잭 케루악 <길 위에서> (남자)

다큐멘터리 역사를 찾아서 (KBS 1라디오)
- (연기)

바람따라 구름따라 (KBS 한민족 방송)
- (연기)

특집기획 라디오 다큐멘터리, 라디오 드라마 (KBS)
- 2013.03.07 KBS 1라디오 2013 희망가 우리 시대 의사의 조건 - 1부 기적은 없다 (후배 교수)

다큐멘터리 혁신의 승부사 (KBS 1라디오) 
- 2013.10.28 ~ 2013.12.31 제1화 페이스북 세상을 모두 연결하다. (캐머런 윙클보스 / 하버드 교내 신문 팀장)

특별기획 <강원도 문학기행> 3부작 (KBS 1라디오)
- 2013.05.29 제1편 메밀밭에서 피어난 토속 문학 봉평 이효석 문학관 (이효석 作 산협 '동생')

연중기획 <이제, 나는 대한민국 국민입니다> (KBS 한민족 방송)
- 2014.10.31 제10부 중국 동포들의 미래를 그리는 사람 김용선 (김용선)